# Multipel systematrofi
Multipel systematrofi, MSA, är en fortskridande neurologisk sjukdom inom gruppen rörelsestörningar. Den räknas till sjukdomsgruppen atypisk parkinsonism och kännetecknas av stelhet och rörelsearmod liknande det som är typiskt för Parkinsons sjukdom, men jämfört med Parkinsons sjukdom ett snabbare förlopp och mer uttalad påverkan på det autonoma nervsystemet. Det finns två typer av MSA, MSA typ P (tidigare kallat striatonigral degeneration) och MSA typ C (tidigare kallat olivopontocerebellär atrofi). MSA typ P är vanligast och påminner mest om Parkinsons sjukdom. I en engelsk studie var genomsnittsåldern för insjuknande 52,5 år och medelöverlevnaden från diagnos 8,3 år. Den vanligaste dödsorsaken är luftvägsinfektioner, ofta som komplikation till felsväljning (aspiration).